# 镰羽双盖蕨
镰羽双盖蕨（学名：Diplazium griffithii）也称镰羽短肠蕨，为蹄盖蕨科双盖蕨属下的一个植物种。